# 刑事殺し
『刑事殺し』（けいじころし）は、2007年から2009年までテレビ朝日系「土曜ワイド劇場」で放送された刑事ドラマシリーズ。全3回。主演は仲村トオル。
第3作のタイトルは『刑事殺し 完結編』
警視庁捜査一課11係刑事の野津崇が持ち前の体当たりで難事件を解決していく作品。1人の人間が刑事として生きる苦悩や葛藤を描いている。

## キャスト

### 警視庁捜査一課11係
野津崇
演 - 仲村トオル
捜査主任。階級は警部補。第1作の一連の事件の犯人が大垣だとわかり自首を勧めるが拳銃を向けられ、大垣を射殺する。
鳴海源一郎
演 - 六平直政
刑事。階級は巡査部長→警部。野津の相棒。第3作で何者かに殺害される。
赤坂
演 - 水上竜士（第1作）
刑事。
三沢史朗
演 - 大河内浩（第3作）
刑事。
西田栄輔
演 - 芦田昌太郎
刑事。
小出保
演 - 佐久間哲
刑事。
渡辺康雄
演 - 渡辺航
刑事。
財前邦彦
演 - 稲健二（第2作・第3作）
刑事。階級は巡査部長。
浜口聡
演 - 今村洋一（第1作・第3作）
刑事。眼鏡を掛けている。
猿橋吾郎
演 - 村田雄浩（第1作）
捜査主任。涼子の夫。立川博昭を殺害した犯人が大垣だとわかり自首を勧めるが大垣に射殺される。
大垣俊史
演 - 古谷一行（第1作）
係長。階級は警部。涼子との密会を立川に盗み撮りされ絞殺する。その後、猿橋を射殺するがラストで野津に射殺される。
川瀬昌文
演 - 金田明夫（第2作・第3作）
係長。

### その他
野津希和子
演 - 山本未來
野津の妻。第1作ではささいな行き違いで野津に別居を提案する。
野津めぐみ
演 - 池澤あやか
野津と希和子の娘。高校生。
沼田勇介
演 - 宇梶剛士（第1作・第3作）
警視庁捜査一課3係。階級は警部補。第3作は柏木寛子の殺人事件を担当。

### ゲスト
第1作「夫が自宅で射殺された！結婚記念日に届いたバラ！奪われたネガに隠された女の秘密!?」（2007年）
- 猿橋涼子（猿橋吾郎の妻・大垣俊史の元恋人） - 麻生祐未
- 岩切（警視庁部長・キャリア組） - 清水綋治
- 志村（警視庁捜査一課長） - 斎藤洋介
- 鈴木（リバーサイド運送 社長） - 徳井優
- 清水哲雄（リバーサイド運送 社員・3年前 猿橋に殺人容疑で誤認逮捕される） - 板尾創路
- 阿部一弘（立川の相棒） - 竹山隆範
- 熊谷宗一郎（警視総監） - 唐沢民賢
- 畑中（地方検察庁 検事） - 福田信昭
- 山田（鑑識課員） - 古賀天馬
- 田淵浩二（パチンコ店襲撃事件の容疑者） - 下総源太朗
- 田辺花店 店員 - ちすん
- 写真店店員 - 小井塚登
- 獣医 - 金井良信
- 立川博昭（恐喝常習犯） - 戯武尊
- 清水（清水の妻・自殺） - 伊藤留奈
- 園枝（田淵の恋人・クラブホステス） - 竹内ゆう紀
- 黒川龍市、平山陽佑、真野季節

第2作「刑事の娘が拉致された！全裸殺人の復讐 警視庁に告ぐ！タイムリミットは午前0時」（2008年）
- 溝口沙織（溝口の娘・看護師） - 黒川芽以
- 清水玲子（レストラン「ReY」オーナー・希和子の同級生） - 大竹一重
- 高梨学（警視庁東池上警察署 警察官） - 乃木涼介
- 浜田静江（希和子の同級生） - 吉田羊
- 井上正哉（レストラン「ReY」従業員） - 井之上チャル
- 八木孝二郎（IT会社社長・玲子の愛人） - 清水昭博
- 山田三朗（警視庁第一機動捜査隊・溝口の部下） - 白井圭太
- 片山昭人（警視庁第一機動捜査隊・溝口の部下） - 保阪尚希
- 橋本祐子（レストラン「ReY」アルバイト） - 秋田真琴
- 田辺祐次（佳苗の恋人・携帯ショップ店員） - 小井塚登
- 篠塚美里（10年前のストーカー殺人事件の被害者） - 飯島くらら
- 江藤（八木の部下・玲子の愛人） - 平松ゆたか
- 警視庁捜査一課6係 刑事 - 勢至郎
- キャスター - 水津浩志
- お天気お姉さん - 中村恭子
- 中沢佳苗（女子大生・レストラン「ReY」元アルバイト） - 隅倉啓美
- 篠塚（美里の母） - よしのよしこ
- 門脇恭介（警視庁捜査一課長） - 平泉成
- 溝口康三（警視庁第一機動捜査隊 警部・野津と相棒を組む） - 西郷輝彦
- 桐山凌一

第3作「警察官失格！相棒が殺された！夫が最後に見た風景と待ち続けた妻の苦悩!?」（2009年）
- 原孝生（原と静江の息子・バンド「ゴールデンサワー」のベーシスト） - 黄川田将也
- 島田清二（宝石店強盗殺人事件の容疑者） - 伊達みきお
- 友永靖男（島田の共犯者） - 富澤たけし
- 田代和之（不動産業者） - 中野英雄
- 横山徹（警視庁捜査一課6係 刑事） - 矢島健一
- 富樫哲司（音楽スタジオオーナー） - 小林すすむ
- 関信明（筑波南警察署交通課 警察官） - 阪田マサノブ
- 長岡啓介（徘徊老人・5年前死亡） - 歌澤寅右衛門
- 柏木芳江（寛子の姉） - 川上麻衣子
- 原静江（原の妻・5年前自殺） - 筒井真理子
- 鳴海（鳴海の妻） - 松川三夏
- 刑事 - 田島茂樹、池内直樹、骨川道夫
- 兵頭忠夫（警視庁捜査一課長） - ベンガル
- 柏木寛子（美容師・長岡の元妻） - 洞口依子
- 原宗次（警視庁中野中央警察署刑事課 巡査部長） - 大杉漣
- 守屋翔、大谷俊平、平古場友香、桐山凌一、小池真理、黒田浩史、野口幸一郎、織笠福之

## スタッフ
- 原作 - 吉岡道夫「警部殺し」（徳間書店）
- 脚本 - 坂上かつえ（第1作 - 第3作）
- 監督 - 内片輝（第1作 - 第3作）
- 撮影 - 金澤賢昌（第1作、第3作）、金澤まさあき（第2作）
- 照明 - 渋谷一男（第1作、第2作）、兼岩克（朝日放送 / 第3作）
- 音声 - 関川力央（第1作 - 第3作）
- 映像 - 塩津亮児（第1作、第2作）、福留克世（第3作）
- カラーリスト - 長岡しのぶ（第1作、第2作）
- カラーコレクション - 来栖和成（第1作）
- MA - 増田英己（第1作）、飯野大樹（第2作）、脇田結花（第3作）
- EED - 河野文香（第1作）、本野仁朗（第2作）
- CG - 安岡亜澄（第2作）
- タイトル - 佐々木さゆり（第2作）
- 効果 - 安藤友章（第1作 - 第3作）
- 選曲 - 原田慎也（第1作 - 第3作）
- 美術 - 加藤健一（第1作 - 第3作）
- 装飾 - 山澤克明（第2作）、田辺丈二（第3作）
- 衣裳 - 今恵子（第1作）、南啓太（第2作）、笹倉三佳（第2作）、星真由美（第3作）
- スタイリスト - 中川原寛（第2作、第3作）
- メイク - 間宮直子（第1作）、水野みゆき（第2作）、糟谷美紀（第3作）
- 助監督 - 森宏治（第1作 - 第3作）、増間高志（第2作、第3作）、中井邦彦（第2作）、金澤友也（第3作）
- スクリプター・編集 - 田之畑恵（第1作）、藤澤加奈子（第2作、第3作）
- 技術協力 - フォーチュン（第1作 - 第3作）、スタジオブル（第1作 - 第3作）、映広（第1作）、ハートス（第2作、第3作）、東通（第2作）
- 美術協力 - アイ・アール（第1作 - 第3作）
- 照明協力 - Kカンパニー（第1作 - 第3作）
- プロデューサー
  - ABC - 森山浩一（第1作 - 第3作）、柴田聡（第1作 - 第3作）、津川英子（第1作）
  - テレパック - 小橋智子（第1作 - 第3作）、清水一夫（第1作）、黒沢淳（第2作、第3作）
- 制作 - 朝日放送、テレパック

## 放送日程
| 話数 | 放送日        | サブタイトル                                                                   | 脚本       | 監督   | 視聴率 |
| ---- | ------------- | ------------------------------------------------------------------------------ | ---------- | ------ | ------ |
| 1    | 2007年5月19日 | 夫が自宅で射殺された！結婚記念日に届いたバラ！奪われたネガに隠された女の秘密!? | 坂上かつえ | 内片輝 | 17.8%  |
| 2    | 2008年6月21日 | 刑事の娘が拉致された！全裸殺人の復讐 警視庁に告ぐ！タイムリミットは午前0時     | 坂上かつえ | 内片輝 | 12.7%  |
| 3    | 2009年8月22日 | 警察官失格！相棒が殺された！夫が最後に見た風景と待ち続けた妻の苦悩!?           | 坂上かつえ | 内片輝 | 13.5%  |

- 視聴率はビデオリサーチ調べ、関東地区・世帯